# Folklore: The Long Pond Studio Sessions
Folklore: The Long Pond Studio Sessions és una pel·lícula de concerts documental nord-americana feta l'any 2020. Va ser dirigida i produïda per la cantautora nord-americana Taylor Swift, i finalment va ser estrenada a Disney+ el 25 de novembre de 2020. El documental està ambientat a Long Pond Studio, un estudi de gravació aïllat en una zona boscosa de la Vall d'Hudson, Nova York. Swift interpreta les 17 cançons del seu vuitè àlbum d'estudi, Folklore (2020), mentre explica el procés creatiu darrere de les cançons amb els seus col·laboradors Aaron Dessner i Jack Antonoff. Swift debuta com a directora de cinema amb el documental, essent aquesta la seva quarta pel·lícula que s'estrena en un servei de streaming, després dels llançaments de The 1989 World Tour Live (2015), Taylor Swift: Reputation Stadium Tour (2018) i Miss. Americana (2020).
Folklore: The Long Pond Studio Sessions, que va rebre un gran reconeixement de la crítica, va ser elogiat per la seva música, intimitat, imatges i coneixements sobre Folklore, i molts crítics van etiquetar la pel·lícula com un complement admirable de l'àlbum. Va rebre una puntuació d'aprovació del 100% al lloc web de l'agregador de ressenyes Rotten Tomatoes. Imbuït per les sessions, Swift va escriure i gravar diverses cançons noves fora de la pantalla mentre rodava el documental.Aquestes cançons van arribar a ser una part important del novè àlbum d'estudi de Swift, Evermore (2020), que es va publicar quinze dies després del documental. La pel·lícula va rebre el Gran Premi Gracie per Especial o Varietat excepcional.
Acompanyant l'estrena de la pel·lícula, es va publicar una banda sonora de l'àlbum en directe, titulada Folklore: The Long Pond Studio Sessions (From the Disney+ Special), que consta de les gravacions de les actuacions en directe que apareixen a la pel·lícula, es va llançar a les plataformes digitals i en streaming de música. Per al Record Store Day de 2023, es van publicar 115.000 LPs de vinil d'edició limitada de l'àlbum exclusivament a través de botigues de discos independents de tot el món, esgotant-se en tres dies. L'àlbum va encapçalar les llistes de bandes sonores de Billboard, àlbums de vinil, àlbums més alternatius, àlbums de rock i alternatius i àlbums de Tastemaker, i es va convertir en el primer Record Store Day exclusiu de la història a entrar al top 10 de la llista general de Billboard 200., aterrant al número tres.